# Gottardo (Zug)
Der Gottardo war ein Fernverkehrszug, der zwischen Zürich und Mailand verkehrte. Anfänglich fuhr er als Trans-Europ-Express mit SBB-RAe-TEE-II-Garnituren. Nach dem Aufkommen des EuroCity wurde der Gottardo als solcher geführt und später in einen Intercity umgewandelt. Zuletzt verkehrte er bis zu seiner Einstellung 2002 als EuroNight.

## Geschichte

### 1961–1988 – Trans-Europ-Express (TEE)
Der Zug verkehrte ab dem 1. Juli 1961 zwischen Zürich HB und Milano Centrale. Geführt wurde er unter der Zuggattung Trans-Europ-Express, als Fahrzeug dienten die RAe TEE II der SBB. Wie bei den TEE-Zügen üblich, handelte es sich dabei um einen rein erstklassigen Zug.
1965 wurde der Zug über Zürich hinaus nach Basel verlängert. 1969 wurde der Zuglauf erneut geändert, die südwärts fahrenden Züge (Schweiz–Italien) begannen weiterhin ab Basel, die nordwärts fahrenden (Italien–Schweiz) endeten hingegen in Zürich.
Zwischen 1974 und 1979 wurde der Zuglauf über Mailand hinaus nach Genua verlängert, dies jedoch nur während des Sommerfahrplans.
Ab 1979 verkehrte die nördliche Verlängerung Basel–Zürich nur noch unter der Woche, 1982 wurde sie ganz eingestellt.
Ab dem 31. Mai 1979 starteten die südwärts fahrenden Züge (Schweiz–Italien) neu ab dem Bahnhof Zürich Flughafen, die nordwärts fahrenden (Italien–Schweiz) endeten hingegen weiterhin in Zürich. Am selben Tag endete mit der Einführung des EuroCity die Ära des TEE. Als einzig übriggebliebener Zug dieser Gattung verkehrte der Gottardo noch bis im September 1988 als TEE und wurde danach in das EuroCity-Netz integriert.

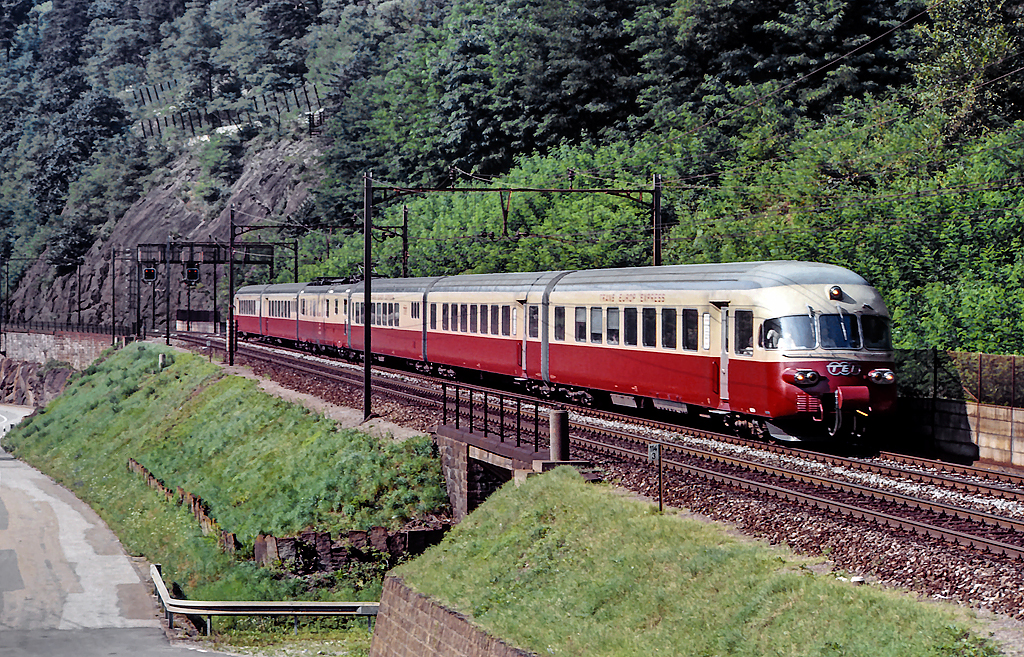
SBB RAe 1051 als TEE Gottardo bei Lavorgo

### 1988–1995 – EuroCity (EC)
Am 24. September 1988 erfolgte die Umstellung des Gottardo von TEE auf EuroCity. Als Fahrzeuge dienten dabei weiterhin RAe TEE II, welche zu diesem Zweck modernisiert und mit Abteilen zweiter Klasse ausgestattet wurden. Entsprechend sind die Züge ab diesem Zeitpunkt als RABe EC bezeichnet worden und erhielten ein graues Farbkleid.
1990 starteten die südwärts fahrenden Züge neu ab Winterthur, bereits 1991 jedoch wieder ab Zürich Flughafen.
Die RABe EC verkehrten noch bis 1994 auf dieser Linie.

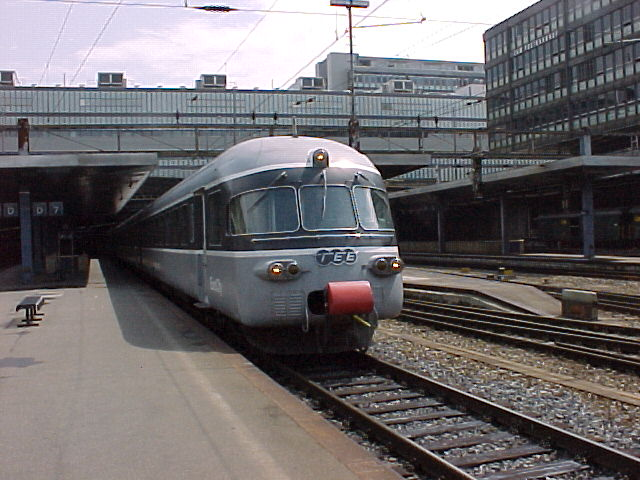
Modernisierter RAe TEE II, neu als RABe EC bezeichnet, in grauer Farbgebung und mit Abteilen zweiter Klasse

### 1995–1997 – InterCity (IC)
Ab dem 28. Mai 1995 lief der Gottardo neu als Intercity. Zum Einsatz kamen Kompositionen bestehend aus Lokomotiven und Wagen der SBB.

### 1997–2002 – EuroNight (EN)
Am 1. Juni 1997 erfolgte die Umstellung vom bisherigen Intercity zu einem EuroNight. Der Gottardo verkehrte ab diesem Zeitpunkt als Nachtreisezug zwischen Zürich und Rom. Grund für diesen Wechsel war die Umstellung der Tageszüge von InterCity auf Cisalpino (CIS), welche mit ETR 470 gefahren wurden.
Im Juni 2002 wurde der EN Gottardo als Ast ab Brig (Wagen nach Zürich) in den EN Roma (Basel–Lötschberg–Rom) integriert und verschwand somit.